# Драгобужде
Драгобужде је насеље у Пољаници, град Врање у Пчињском округу, на око 3 км западно од Власа, где је седиште Месне заједнице. Према попису из 2022. било је 29 становника (према попису из 1991. било је 56 становника).

## Опис села
Драгобужде се налази између села Власе на истоку, Трстена на западу, Големо Село на северу и Рождаце на југу. Размештено је највећим делом по Драгобушком риду (између Трстенске и Сенске реке) и у долини Беле воде, а један део, као засебна махала Криви Деја, је на десној обали Трстенске реке. Село је разбијеног типа, у свом већем делу нема изражене махале. После ослобођења од Турака 1878. године сматрано је за махалу села Власе.
Становници села баве се пољопривредом, углавном ратарством, сточарством и воћарством. Село има доста храстове шуме у виду забрана, сада местимично прошараним мањим четинарским засадима. Богато је изворима здраве планинске воде, па су многи становници нижих села као што је Власе и Големо Село, воду у своје куће довели из Драгобужда. Од раније су познати Анђелинков кладенац и Ветрењача.
Нема трагова ранијих насеља, осим остатака Арнаутског гробља. У почетку је село било српско, а у другој половини 18. века ту су се населили Арнаути из Равног Дела и Оруглице и потиснули Српско становништво. После 1878. године сви Арнаути су се иселили, а Драгобужде населили Срби претежно из села Власе (из рода Бабаиванинци, Ђергазовци, Ђураковци и други). На брду званом Логор видљиви су трагови ровова и склоништа, вероватно из времена борби за ослобођење ових крајева од Турака. Ту су налажене кугле од олова које су биле део „џебане“ пушака тога времена
Сеоска слава, литије или крсте, је у уторак, трећи дан Духова.

## Демографија
У насељу Драгобужде живи 42 пунолетна становника, а просечна старост становништва износи 48,7 година (48,8 код мушкараца и 48,6 код жена). У насељу има 16 домаћинстава, а просечан број чланова по домаћинству је 3,06.
Ово насеље је у потпуности насељено Србима (према попису из 2002. године).
|  |

| Демографија | Демографија | Демографија |
| Година      | Становника  | Становника  |
| ----------- | ----------- | ----------- |
| 1948.       | 187         |             |
| 1953.       | 173         |             |
| 1961.       | 155         |             |
| 1971.       | 114         |             |
| 1981.       | 103         |             |
| 1991.       | 56          | 56          |
| 2002.       | 49          | 49          |
| 2011.       | 40          |             |

| Етнички састав према попису из 2002.‍ | Етнички састав према попису из 2002.‍ | Етнички састав према попису из 2002.‍ | Етнички састав према попису из 2002.‍ | Етнички састав према попису из 2002.‍ |
| ------------------------------------ | ------------------------------------ | ------------------------------------ | ------------------------------------ | ------------------------------------ |
|                                      |                                      |                                      |                                      |                                      |
| Срби                                 | Срби                                 |                                      | 49                                   | 100,0%                               |
| непознато                            | непознато                            |                                      | 0                                    | 0,0%                                 |

| Година пописа     | 1948. | 1953. | 1961. | 1971. | 1981. | 1991. | 2002. |
| ----------------- | ----- | ----- | ----- | ----- | ----- | ----- | ----- |
| Број домаћинстава | 33    | 30    | 31    | 26    | 22    | 17    | 16    |

| Број чланова      | 1 | 2 | 3 | 4 | 5 | 6 | 7 | 8 | 9 | 10 и више | Просек |
| ----------------- | - | - | - | - | - | - | - | - | - | --------- | ------ |
| Број домаћинстава | 3 | 6 | 2 | 1 | 1 | 2 | 1 | 0 | 0 | 0         | 3,06   |

| Пол    | Укупно | Неожењен/Неудата | Ожењен/Удата | Удовац/Удовица | Разведен/Разведена | Непознато |
| ------ | ------ | ---------------- | ------------ | -------------- | ------------------ | --------- |
| Мушки  | 22     | 5                | 16           | 0              | 1                  | 0         |
| Женски | 22     | 3                | 15           | 3              | 1                  | 0         |
| УКУПНО | 44     | 8                | 31           | 3              | 2                  | 0         |

| Пол    | Укупно                    | Пољопривреда, лов и шумарство | Рибарство                            | Вађење руде и камена | Прерађивачка индустрија       |
| ------ | ------------------------- | ----------------------------- | ------------------------------------ | -------------------- | ----------------------------- |
| Мушки  | 11                        | 8                             | 0                                    | 0                    | 1                             |
| Женски | 9                         | 4                             | 0                                    | 0                    | 5                             |
| УКУПНО | 20                        | 12                            | 0                                    | 0                    | 6                             |
| Пол    | Производња и снабдевање   | Грађевинарство                | Трговина                             | Хотели и ресторани   | Саобраћај, складиштење и везе |
| Мушки  | 0                         | 0                             | 0                                    | 0                    | 0                             |
| Женски | 0                         | 0                             | 0                                    | 0                    | 0                             |
| УКУПНО | 0                         | 0                             | 0                                    | 0                    | 0                             |
| Пол    | Финансијско посредовање   | Некретнине                    | Државна управа и одбрана             | Образовање           | Здравствени и социјални рад   |
| Мушки  | 0                         | 0                             | 0                                    | 0                    | 0                             |
| Женски | 0                         | 0                             | 0                                    | 0                    | 0                             |
| УКУПНО | 0                         | 0                             | 0                                    | 0                    | 0                             |
| Пол    | Остале услужне активности | Приватна домаћинства          | Екстериторијалне организације и тела | Непознато            | Непознато                     |
| Мушки  | 0                         | 0                             | 0                                    | 2                    | 2                             |
| Женски | 0                         | 0                             | 0                                    | 0                    | 0                             |
| УКУПНО | 0                         | 0                             | 0                                    | 2                    | 2                             |

## Галерија слика
- Куће око сеоског гробља
- Насеље поред Трстенске реке